# Rotenona
A rotenona é uma substância química inodora usada como inseticida, piscicida e pesticida. Ocorre naturalmente nas raízes e talos de várias plantas em muitos países da América do Sul, Sul da Ásia e na Austrália. Causa os sintomas do mal de Parkinson se injetada em ratos.
A rotenona, cuja fórmula é C23H22O6 (394,41 g.mol-1), é uma substância sólida (temperatura de fusão 165–166°C) nas condições ambiente.
 Na molécula de rotenona, salienta-se:
- Metoxila;
- Anel di-hidrobenzopirano;
- Carbonila de cetona;
- Anel di-hidrobenzofurano;
- Ligação dupla.

Rotenona é uma substância orgânica de origem natural com ação inseticida e piscicida, encontrada nos extratos de raízes e caules de plantas em muitos países da América do Sul, Sul da Ásia e na Austrália, como por exemplo, nas espécies dos gêneros Derris, Lonchocarpus e Tephrosia. No Brasil, espécies do gênero Derris são popularmente chamadas de timbó - que são cipós trepadores que atingem a copa das árvores - e são muito utilizados pelos índios da Amazônia para a pesca. Os índios trituram os feixes de timbó e os lançam em lagoas rasas. Os peixes ficam atordoados e com a respiração paralisada, sendo facilmente capturados quando vão à superfície da água em busca de oxigênio. Durante a Segunda Guerra Mundial, a rotenona foi muito utilizada para matar piolhos dos soldados nas trincheiras. Hoje, seus principais usos comerciais são como piscicida e inseticida.
A rotenona é instável na presença de luz e sofre degradação e transformações gerando pelo menos 20 produtos, sendo somente tóxico a 12a-Hidroxirotenona. Este processo de degradação pode ser aumentado com o aumento da temperatura.
A rotenona é um dos sete produtos químicos naturais permitidos para uso restrito e ocasional em culturas orgânicas. É geralmente empregado para controlar os pulgões, algumas espécies de besouros e vespões. No entanto, é raramente usado, pois pode ter um efeito adverso sobre algumas espécies benéficas. Uma de suas vantagens é a fácil e rápida degradação no ambiente, tornando-se pouco perigosa. Também é utilizada como inseticida em xampus para cães, bovinos e ovinos. Outro uso da rotenona é para matar parasitas de peixes. Porém, deve ser utilizada com muita cautela, empregando pequenas doses, pois é tóxica para eles.
A rotenona é o pesticida mais comum utilizado para diminuir ou erradicar populações de peixes, sendo classificada como piscicida. É empregada para diminuir a população de peixes invasores, introduzidos artificialmente pelo homem em algumas regiões, ou em lagos e lagoas artificiais, quando o dono deseja introduzir novas espécies de peixes. Ela é capaz de inibir a respiração celular de quase todos os organismos vivos. Os peixes são os mais sensíveis pois a rotenona consegue, de forma rápida e eficiente, entrar em sua corrente sanguínea através das brânquias. Os peixes envenenados podem ser rapidamente salvos colocando-os em água fresca e limpa.
Apesar de ser pouco solúvel em água, a absorção da rotenona pelos peixes é facilitada devido ao alto conteúdo lipídico de suas brânquias. A traqueia dos insetos atua de maneira similar às brânquias dos peixes, sendo susceptível a rotenona. Os mamíferos geralmente não são afetados devido à ineficiente absorção da rotenona pelo trato gastrointestinal.
Fonte: Quimica Nova Interativa
Baseado no texto de Emma Castrique, School of Chemistry, University of Bristol, UK . Originalmente publicado em:
http://www.chm.bris.ac.uk/motm/rotenone/startpageh.htm

## História
Emmanuel Geoffroy foi o primeiro a isolar a rotenona de uma espécimen de Robinia nicou — hoje conhecida como Lonchocarpus nicou — durante uma viagem à Guiana Francesa. Ele escreveu sobre essa pesquisa em sua tese, publicada postumamente em 1895, após sua morte em decorrência de uma doença parasitária. Pesquisadores, depois, determinaram que a substância que Geoffroy chamou nicoulina era idêntica à rotenona.